# 达尼埃尔·勒弗尼
达尼埃尔·勒弗尼（法語：Daniel Revenu，1942年12月5日—2024年1月3日），生于伊苏丹，法国男子击剑运动员。他曾参加1964年、1968年、1972年和1976年四届夏季奥运会，共收获一枚金牌和五枚铜牌。